# Paris–Roubaix 1964

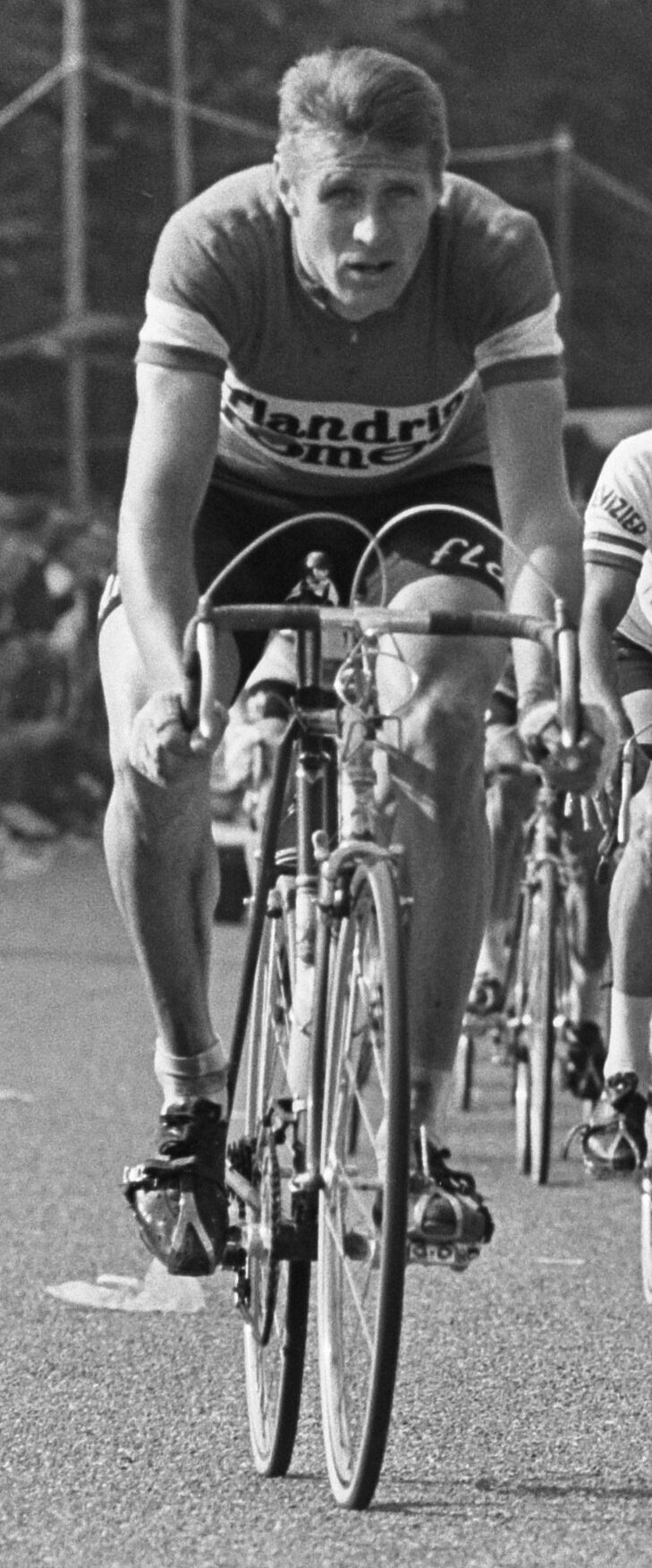
Peter Post (1965) im Flandria–Trikot

Das Eintagesrennen Paris–Roubaix 1964 war die 62. Austragung des Radsportklassikers und fand am Sonntag, den 19. April 1964, statt.
Das Rennen führte von Saint-Denis, nördlich von Paris, nach Roubaix, wo es im Vélodrome André-Pétrieux endete. Die Strecke war 265 Kilometer lang. 137 Fahrer starteten, von denen sich 81 platzieren konnten. Der Sieger Peter Post absolvierte das Rennen mit einer Durchschnittsgeschwindigkeit von 45,129 km/h, das damit die schnellste Ausgabe des Rennens bis 2017 war.
Während des Rennens herrschte Regen und starker Rückenwind. Nach rund 160 Kilometern hatte sich eine führende Gruppe herausgebildet, zu der weder Rik Van Looy noch Raymond Poulidor, die Favoriten auf den Sieg, gehörten. Anschließend kam es zu zahlreichen Ausfällen durch Defekte an den Rädern und Erschöpfung der Fahrer, so dass nur noch vier Fahrer in der Spitzengruppe übrig blieben. Peter Post hatte Willy Bocklant als Unterstützer und Weltmeister Benoni Beheyt seinen Mannschaftskameraden Yvo Molenaers. Post gewann den Sprint und war der erste Niederländer, der Paris–Roubaix gewann. Der Deutsche Rudi Altig wurde Elfter. Mitfavorit Rik Van Looy kam auf den 16. Platz.